# Ognisty tron
Ognisty tron (ang. The Throne of Fire) – druga książka z serii Kroniki rodu Kane’ów, napisana przez amerykańskiego pisarza Ricka Riordana. Opowiada o rodzeństwie, które odkrywa, że światu grozi zagłada ze strony egipskich bogów.

## Fabuła
Odkąd starożytni bogowie Egiptu zostali wyzwoleni, Carter i Sadie Kane mają poważne kłopoty. Gdy rodzeństwo pokonało Seta, okazało się, że istnieje potężniejszy wróg, jakim jest wąż chaosu – Apopis. Mając jedynie podstawowe magiczne wykształcenie, muszą uczyć nowych magów i zniszczyć węża w ciągu kilku dni – inaczej on wydostanie się ze swojego więzienia i nastąpi koniec ludzkości. By go powstrzymać, rodzeństwo musi obudzić najpotężniejszego boga Egiptu – Ra, czego żaden z magów jeszcze nie dokonał. Wcześniej należy jednak zebrać trzy zwoje i odczytać je w odpowiednich miejscach. Będzie to zdecydowanie trudniejsze niż pokonanie Seta, który znów stał się niezależny.